# Maulen Mamyrov
Maulen Mamyrov est un lutteur kazakh spécialiste de la lutte libre né le 14 décembre 1970.

## Biographie
Lors des Jeux olympiques d'été de 1996 se tenant à Atlanta, il remporte la médaille de bronze en combattant dans la catégorie des -52 kg.